# Ulisse Ciocchi
Pour les articles homonymes, voir Ciocchi.

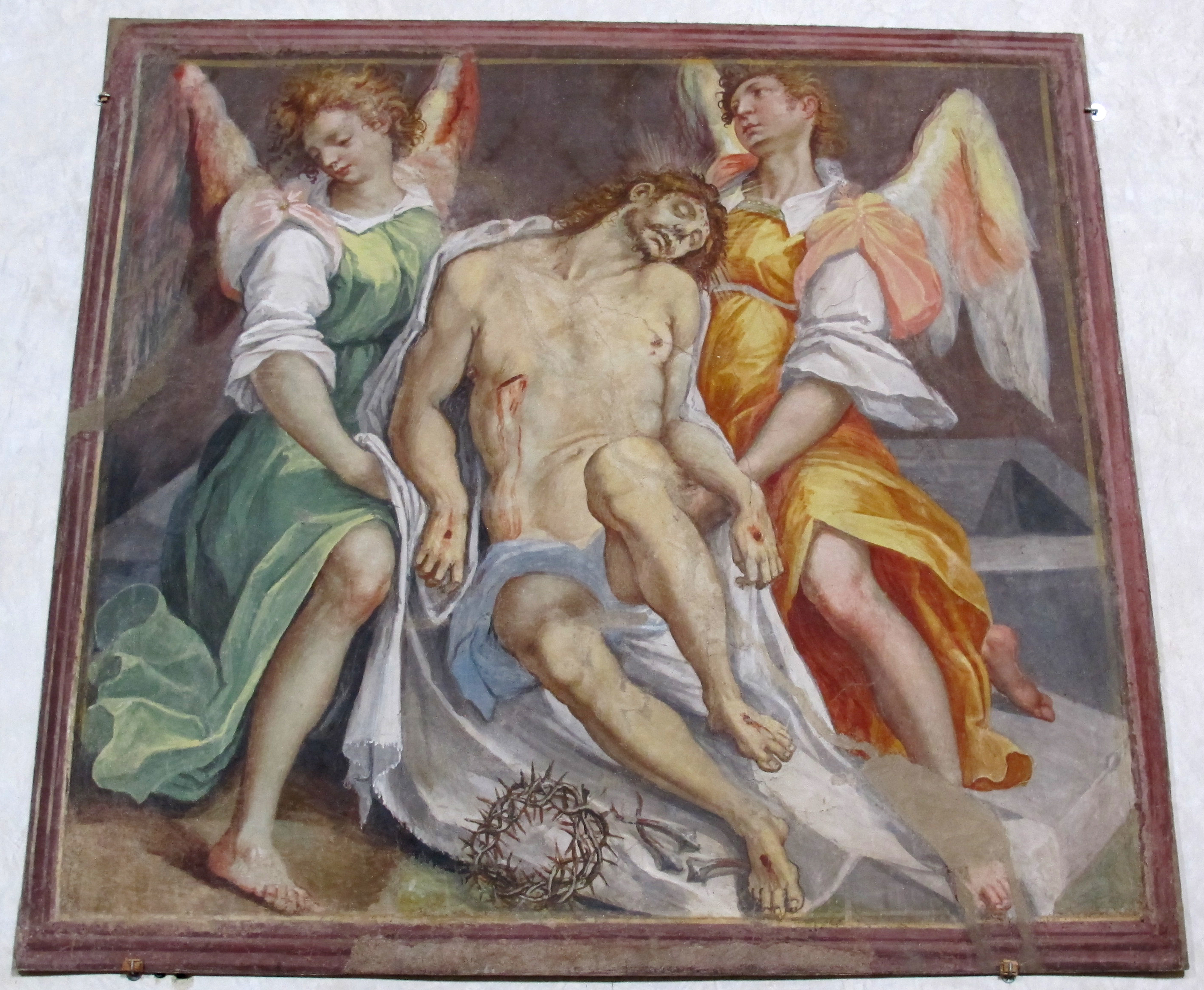
Christ en Homme de douleurs, vers 1610, San Bartolomeo a Monte Oliveto, Florence

Ulisse Ciocchi ou Giocchi ou Giuocchi, né vers 1570 à Sansovino et mort en 1631, est un peintre italien maniériste, actif à Florence.

## Biographie
On sait peu de choses sur sa biographie. Il naît à Sansovino près d'Arezzo. Il peint au couvent de  San Jacopo a Ripoli  et pour la basilique Santo Spirito à Florence. Plusieurs autres lieux conventuels de Florence comportent ses fresques.

## Œuvres
- Les Novices offrant leur cœur à la Vierge, couvent de Santa Maria Novella, Florence.
- Saint Thomas d'Aquin en prière devant le crucifix, Santa Maria Novella, Florence.
- Épisodes de la vie de saint Étienne, chapelle Pandolfini, Badia Fiorentina, Florence.
- Saint François de Paule traversant le détroit de Messine sur son manteau, couvent de Fuligno, Florence.
- Fresque de l'envers de la façade de l'église du couvent de San Jacopo di Ripoli.